# Oliver Joseph Lodge
Sir Oliver Joseph Lodge (født 12. juni 1851 i Penkhull, Staffordshire, død 22. august 1940) var en engelsk fysiker.
Lodge studerede i London og tog Doktorgraden der 1877. 1879 blev han assisterende professor i anvendt matematik ved University College i London, 1881 professor i fysik i Liverpool, 1900 rektor for Universitet i Birmingham, fra hvilken stilling han trak sig tilbage 1919.
Lodges videnskabelige arbejde, hvoraf nogle af de mest kendte skal fremhæves, angår fortrinsvis elektricitetslæren. 1886 angav Lodge en metode til direkte måling af elektrolytiske ioners hastighed. Ved sine undersøgelser over lynafledere (1889) førtes Lodge ind på studiet af elektriske bølger i ledere og har siden især været optaget af spørgsmål, der angår elektriske bølger og telegrafering uden tråd. Hans navn er knyttet til kohærens teori (1894) og forbedring endvidere kan fremhæves et stort anlagt forsøg over lysets hastighed i nærheden af bevægede legemer.
Mest kendt er dog Lodge bleven ved sine halvt populærvidenskabelige bøger, der er skrevet med stor originalitet. Af disse skal nævnes: Modern Views on Electricity (1889), Pioneers of Science (1893), Electrons (1906), The Ether of Space (1909). Lodge var præsident for Society for Psychical Research fra 1901 til 1904 og har skrevet forsknings bøger af teologisk og metafysisk karakter, således Life and Matter, The Substance of Faith, Man and the Universe, The Survival of Man, Parent and Child, Reason and Belief, Raymond, or Life and Death, Christopher, a Study in Human Personality, af hvilke de to sidstnævnte er oversat på dansk.